# Onthophagus paroculus
Onthophagus paroculus är en skalbaggsart som beskrevs av Jan Krikken och Huijbregts 1987. Onthophagus paroculus ingår i släktet Onthophagus och familjen bladhorningar. Inga underarter finns listade i Catalogue of Life.